# RS-241
Pour les articles homonymes, voir Route 241.
La RS-241 est une route locale du Sud-Ouest de l'État du Rio Grande do Sul. Elle relie la municipalité de São Francisco de Assis à la BR-287, sur la commune de São Vicente do Sul. Elle dessert ces deux seules communes, et est longue de 53,730 km.